# Corgatha obsoleta
Corgatha obsoleta là một loài bướm đêm trong họ Erebidae.